# Protisté
Protisté (jsou-li považováni za taxon, nesou jméno Protista) jsou heterogenní skupina živých organismů zahrnující všechny eukaryotní organismy, které nejsou klasifikovány jako mnohobuněční živočichové (Metazoa), vyšší rostliny (Embryophyta) ani jako houby (Eumycota, tedy Fungi bez skupin Opisthophagea/Rozellomycota a Aphelidea/Aphelidiomycota; mikrosporidie, kryptomycety a afelidie do protistů zpravidla patří). Protisté jsou tedy parafyletická skupina a vzhledem k současným fylogenetickým poznatkům má význam ji používat pouze jako termín morfologický či ekologický, nikoliv jako taxon – podobně jako protistům podřazené termíny prvoci (heterotrofní protista) a řasy (autotrofní protista).
Dříve byli definováni také jako eukaryota, která jsou jednobuněčná, nebo tvoří kolonie, nikoli však tkáně. Tato definice však přestala vyhovovat kvůli některým jednobuněčným organismům fylogeneticky patřícím do skupin mnohobuněčných (např. kvasinky, „jednobuněčný pes“ CTVT) či naopak mnohobuněčným uvnitř jednobuněčných (např. chaluhy, hlenky, nálevník Sorogena stoianovitchae). Ještě dříve byla do protist řazena i prokaryota.

## Tradiční systém
Tradiční dělení protistů je založeno na podobnosti s některou z říší mnohobuněčných organismů, tradičně byli do těchto říší také řazeni. Hlavním kritériem je způsob výživy, na jehož základě se rozlišují prvoci („nižší živočichové“), řasy („nižší rostliny“) a případně i protisté tradičně považovaní za houby.

### Řasy – protisté podobní rostlinám
Jednobuněčné řasy, tedy rostlinní protisté, mají chloroplasty a jsou schopné fotosyntézy. Avšak někteří protisté se mohou řadit mezi řasy i mezi prvoky, jako například krásnoočko (Euglena). Jiné řasy jsou nepohyblivé a koloniální a některé jsou opravdu mnohobuněčné.
Zelené a červené řasy se zdají být blízkými příbuznými jiných rostlin a bývají zahrnuty do říše Plantae. Hnědé řasy se vyvinuly odlišně, druhotnou endosymbiózou řasy, proto byly v mnoha systémech vyčleněny do samostatných chromistů.

### Prvoci – protisté podobní živočichům
Prvoci (Protozoa) jsou protisté podobní živočichům. Jsou většinou jednobuněční, pohybliví a potravu přijímají fagocytózou, i když je mnoho výjimek. Obvykle mají délku jen 0,01 – 0,5 mm. Jsou všudypřítomní ve vodě a v půdě, nepříznivé podmínky přežívají ve formě cyst. Mezi prvoky nalezneme i několik významných parazitů.
Z prvoků však do skutečné příbuznosti živočichů spadá jen velmi omezená skupina protistů (Choanozoa), někteří spadají do blízkosti hub (hmyzomorky), ostatní mají odlišný původ (měňavkovci, exkaváti), někdy dokonce vznikli z původně fotosyntetizujících předků (nálevníci, výtrusovci, Rhizaria).

### Protisté podobní houbám
Mezi protisty podobné houbám a dříve (do 80. let 20. století) mezi ně zpravidla řazené se řadí řasovky (oomycety) a hlenky v původním širokém polyfyletickém smyslu, nyní rozdělené do vzájemně nepříbuzných skupin (pravé) hlenky (Eumycetozoa, zahrnující diktyostelidy, protostelidy a myxogastridy/plazmodiální hlenky), akrasie („buněčné“ hlenky), labyrintuly (vodní hlenky), nádorovky a fontikulidní nukleárie; buněčným hlenkám podobná ale s nimi nepříbuzná je navíc agregativní měňavka Copromyxa protea, patřící do Amoebozoa jako pravé hlenky, ale odlišné vývojové linie (Tubulinea, zatímco Eumycetozoa patří do linie Conosa).

## Dnešní pojetí
Klasifikace protistů prochází značnými změnami. Bylo opuštěno od pokusů klasifikovat protisty na základě vnějších morfologických charakteristik a namísto toho se využívá studia ultrastruktury (struktury pozorovatelné elektronovým mikroskopem) a molekulární biologie. Tak jsou popisovány nové, monofyletické taxony a nový systém se jen málo podobá tradičnímu dělení. Stále je však mnoho skupin, jejichž zařazení je nejisté.
Nejnovější systémy zcela opouštějí řazení protistních skupin k rostlinám, živočichům či houbám i jejich klasifikování svébytnou říši Protista (či dvojici říší Protista a Chromista) a místo toho zavádějí nové fylogeneticky přirozenější skupiny eukaryot, někdy označované jako superskupiny, do kterých přirozeně spadají vedle jednobuněčných i organismy mnohobuněčné. Za neustálým vývojem systému stojí snaha o nahrazení polyfyletických a parafyletických skupin nejpřirozenějšími skupinami monofyletickými (holofytetickými).
Tabulka ukazuje pohled na fylogenetické členění eukaryot po roce 2022 a popisuje, do kterých monofyletických skupin řadíme jednotlivé tradiční skupiny protistů, tedy prvoky, řasy a houbám podobné protisty, a kam patří i zbylé organismy, tedy živočichové, rostliny a houby (otazník před jménem označuje, že zařazení do vyšší skupiny zatím není dostatečně průkazné).

| Aktuální zařazení | Aktuální zařazení | Aktuální zařazení  | Aktuální zařazení  | Zařazované organismy |
| Opimoda           | Amorphea          | Amoebozoa          | Amoebozoa          | - prvoci: měňavky, panoženky, krytenky - houbám podobné: (pravé) hlenky                                                                                     |
| Opimoda           | Amorphea          | Obazoa             | Apusomonadida      | - prvoci: apusomonády |
| Opimoda           | Amorphea          | Obazoa             | Breviatea          | - prvoci: breviáti |
| Opimoda           | Amorphea          | Obazoa             | Opisthokonta       | - prvoci: nukleárie v užším smyslu, hmyzomorky a rozellidi, afelidie, plísňovky, trubénky - houbám podobné: fontikulidi - živočichové - houby sensu stricto |
| Opimoda           | CRuMs             | CRuMs              | CRuMs              | - prvoci: collodictyonidi, rigifilidi, mantamonády |
| Opimoda           | Ancyromonadida    | Ancyromonadida     | Ancyromonadida     | - prvoci: ankyromonády (planomonády) |
| Opimoda           | Malawimonadida    | Malawimonadida     | Malawimonadida     | - prvoci: malawimonády |
| Diphoda           | Diaphoretickes    | Telonemia          | Telonemia          | - řasy: telonemy |
| Diphoda           | Diaphoretickes    | Sar                | Stramenopiles      | - prvoci: opalinky - řasy: rozsivky, zlativky, chaluhy, různobrvky, chloromonády, eustigmatofyty - houbám podobné: labyrintuly, řasovky                     |
| Diphoda           | Diaphoretickes    | Sar                | Alveolata          | - prvoci: nálevníci, výtrusovci - řasy: obrněnky |
| Diphoda           | Diaphoretickes    | Sar                | Rhizaria           | - prvoci: dírkonošci, mřížovci - řasy: chlorarachniofyty - houbám podobné: nádorovky                                                                        |
| Diphoda           | Diaphoretickes    | Haptista           | Haptista           | - prvoci: centrohelidní slunivky - řasy: haptofyty |
| Diphoda           | Diaphoretickes    | Cryptista          | Cryptista          | - prvoci: katablefaridi - řasy: skrytěnky |
| Diphoda           | Diaphoretickes    | Archaeplastida     | Archaeplastida     | - prvoci: rhodelfidie, Picozoa - řasy: ruduchy, zelené rostliny (jako parafylum bez vyšších rostlin), glaukofyty - vyšší rostliny                           |
| Diphoda           | Diaphoretickes    | ? Provora          | ? Provora          | - prvoci: nibbleridi, nebulidi |
| Diphoda           | Diaphoretickes    | ? Hemimastigophora | ? Hemimastigophora | - prvoci: spironemidi |
| Diphoda           | Discoba           | Discoba            | Discoba            | - prvoci: améboflageláti, bičivky, diplonemy - řasy: krásnoočka - houbám podobné: akrasie                                                                   |
| Diphoda           | ? Metamonada      | ? Metamonada       | ? Metamonada       | - prvoci: bičenkovci, oxymonády, retortamonády, diplomonády                                                                                                 |